# George Wyndham, 4. Earl of Egremont

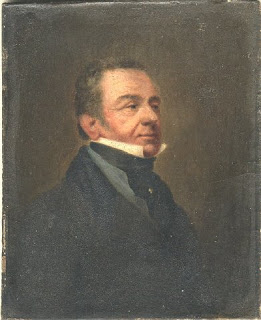
George Wyndham, 4. Earl of Egremont, um 1843

George Francis Wyndham, 4. Earl of Egremont (* 30. August 1786; † 2. April 1845) war ein britischer Marineoffizier und Peer.

## Leben
Er war der älteste Sohn von Hon. William Frederick Wyndham (1763–1828), dem jüngsten Sohn von Charles Wyndham, 2. Earl of Egremont. Seine Mutter war dessen erste Gattin Frances Mary Harford, uneheliche Tochter des Frederick Calvert, 6. Baron Baltimore. Er trat 1799 in die Royal Navy ein und erreichte bis 1812 den Rang eines Captain. 1820 heiratete er Jane Roberts, eine Tochter von William Roberts, dem  stellvertretenden Provost von Eton College. 1837 erbte er von seinem ohne legitime Nachkommen verstorbenen Onkel George Wyndham, 3. Earl of Egremont, dessen Adelstitel als 4. Earl of Egremont, 4. Baron Cockermouth und 6. Baronet (of Orchard Windham), sowie dessen Ländereien in Somerset und Devon, einschließlich des Familiensitzes Wyndham Orchard in Somerset. 1838 begann er mit dem Bau von Blackborough House bei Kentisbeare in Devon, das jedoch unvollendet blieb. Er starb 1845 ohne Nachkommen, so dass seine Adelstitel mit seinem Tod erloschen. 